# Keturah Katunguka
Keturah Kitariisibwa Katunguka, (Keeurah Kitariisibwa), tên khác Ketrah Katunguka, là một luật sư và thẩm phán người Uganda, là một chánh án của Tòa án Tối cao Uganda, kể từ ngày 11 tháng 3 năm 2016.

## Bối cảnh và giáo dục
Bà sinh ra ở Uganda và theo học các trường địa phương cho giáo dục tiểu học và trung học. Bà có bằng Cử nhân Luật, từ Đại học Makerere, trường đại học công lập lâu đời nhất và lớn nhất của Uganda. Bà cũng có bằng Diploma về Thực hành Pháp lý, được trao bởi Trung tâm Phát triển Luật ở Kampala, thủ đô quốc gia và là thành phố lớn nhất trong cả nước.

## Nghề nghiệp
Trước khi được bổ nhiệm vào tòa án tối cao, bà là một sĩ quan trong Bộ Tư pháp và Hiến pháp Uganda. Vào năm 2016, sau khi được bổ nhiệm lên tòa án tối cao, bà được bổ nhiệm vào Bộ phận Đất đai của tòa án.

## Những hoạt động khác khác
Bà Katunguka đã tham gia vào một số cuộc điều tra công khai, các tòa án và tiền hoa hồng, bao gồm những điều sau đây: (a) Năm 2007, bà là công ty đăng ký của Tòa án tranh chấp điện, một cơ quan của Tư pháp Uganda. (b) Vào năm 2010, bà được bổ nhiệm làm thư ký của ủy ban tư pháp được thành lập để điều tra việc lạm dụng tiền trong các chương trình giáo dục phổ thông giáo dục tiểu học (UPE) và Universal Secondary Education (USE). Công việc của ủy ban đó đã bị quốc hội chấm dứt, trước khi ủy ban kết thúc công việc của mình, bởi vì cuộc điều tra đã sử dụng quá nhiều tài nguyên quốc gia. Vào năm 2016, bà được bổ nhiệm làm Phó Chủ tịch của Ủy ban thăm viếng của trường đại học Makerere gồm chín thành viên, để tìm hiểu về các vấn đề của Đại học này. Báo cáo của ủy ban đó được công bố vào ngày 29/12/2017.